# KT알파 쇼핑
KT알파 쇼핑(KT Alpha Shopping, 구 SkyTshopping, K쇼핑)은 KT의 자회사인 KT알파에서 운영 중인 대한민국의 홈쇼핑 채널이다.